# Criquebeuf-en-Caux
Criquebeuf-en-Caux is een gemeente in het Franse departement Seine-Maritime (regio Normandië). De gemeente telt 403 inwoners (1999). De plaats maakt deel uit van het arrondissement Le Havre.

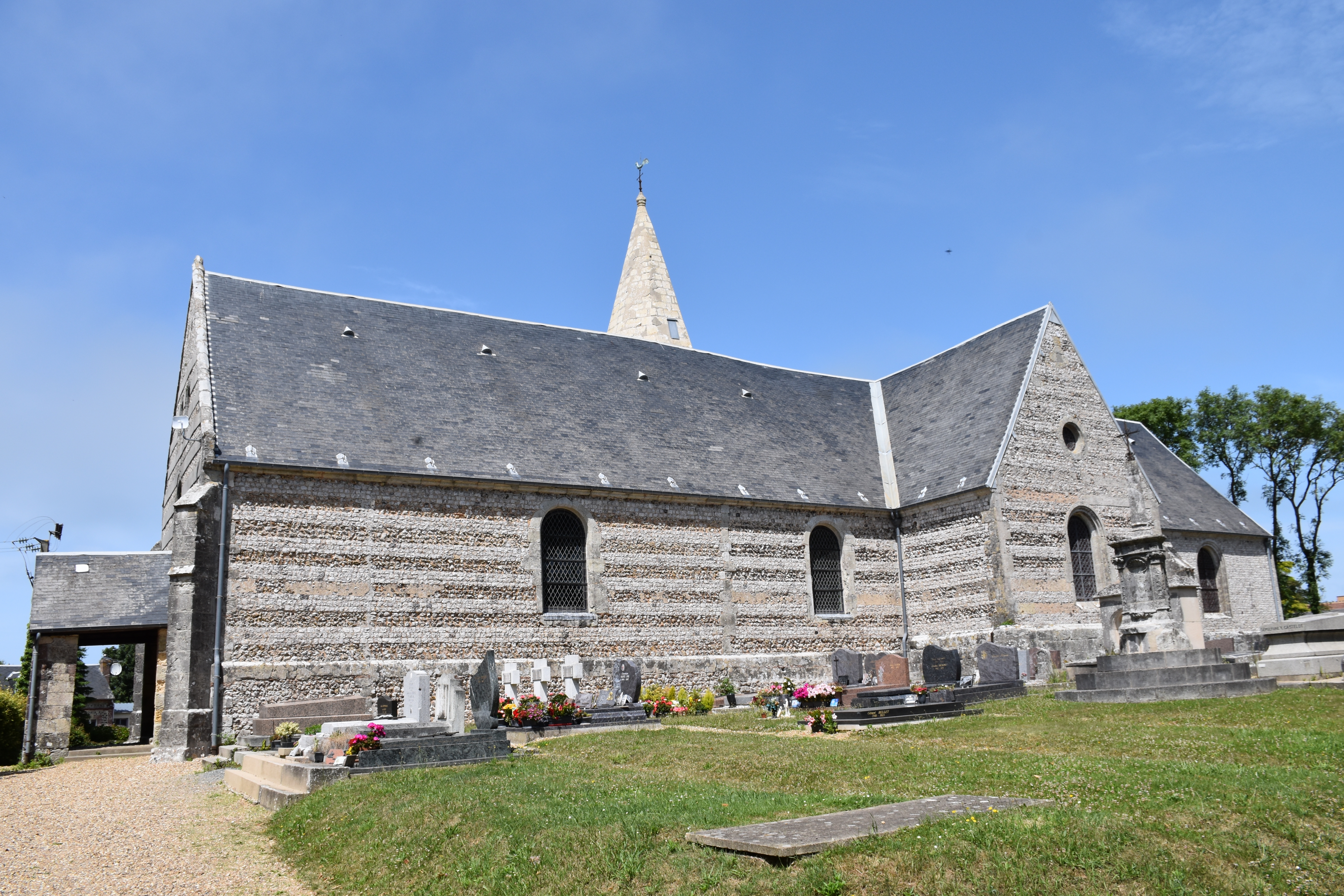
Église Saint-Martin

## Geschiedenis
Oude vermeldingen van de plaats gaan terug tot het eind van de 12de eeuw als Crichebof en Crikeboe. Op de 18de-eeuwse Cassinikaart is de plaats aangeduid als Criquebœuf.
Op het eind van het ancien régime eind 18de eeuw, toen de gemeenten werden gecreëerd, werd Criquebeuf een gemeente. Tot die gemeente behoorde ook het gehucht Yport.
In 1842 werd het Yport afgesplitst als afzonderlijke gemeente. Bij een presidentieel decreet van 8 augustus 1889 werd een stuk grondgebied van buurgemeente Saint-Léonard aangehecht bij Criquebeuf.
In 1913 werd de gemeentenaam officieel gewijzigd in Criquebeuf-en-Caux.

## Geografie
De oppervlakte van Criquebeuf-en-Caux bedraagt 2,1 km², de bevolkingsdichtheid is 191,9 inwoners per km². 
Criquebeuf-en-Caux ligt aan het Kanaal.
De onderstaande kaart toont de ligging van Criquebeuf-en-Caux met de belangrijkste infrastructuur en aangrenzende gemeenten.

## Bezienswaardigheden
- De Église Saint-Martin

## Demografie
Onderstaande figuur toont het verloop van het inwonertal (bron: INSEE-tellingen).